# Relikvarium
Relikvarium, relikskrin, relikgömma, är en behållare för relikerna från ett kristet helgon, från något föremål med anknytning till Jesus. Relikvarier förekommer även inom bland annat buddhismen.
Under 600-talet och framåt skulle varje kristen kyrkobyggnad ha ett relikvarium. Med konsthantverkets utveckling ledde detta till alltmer konstfulla relikvarier så att de ursprungligen enkla behållarna, som förmodligen utgick från sarkofager, blev alltmer utsmyckade och fick allt rikare former. Relikvarier för händer, fötter och huvuden efterliknade de kroppsdelar relikerna stammade från.

## Galleri

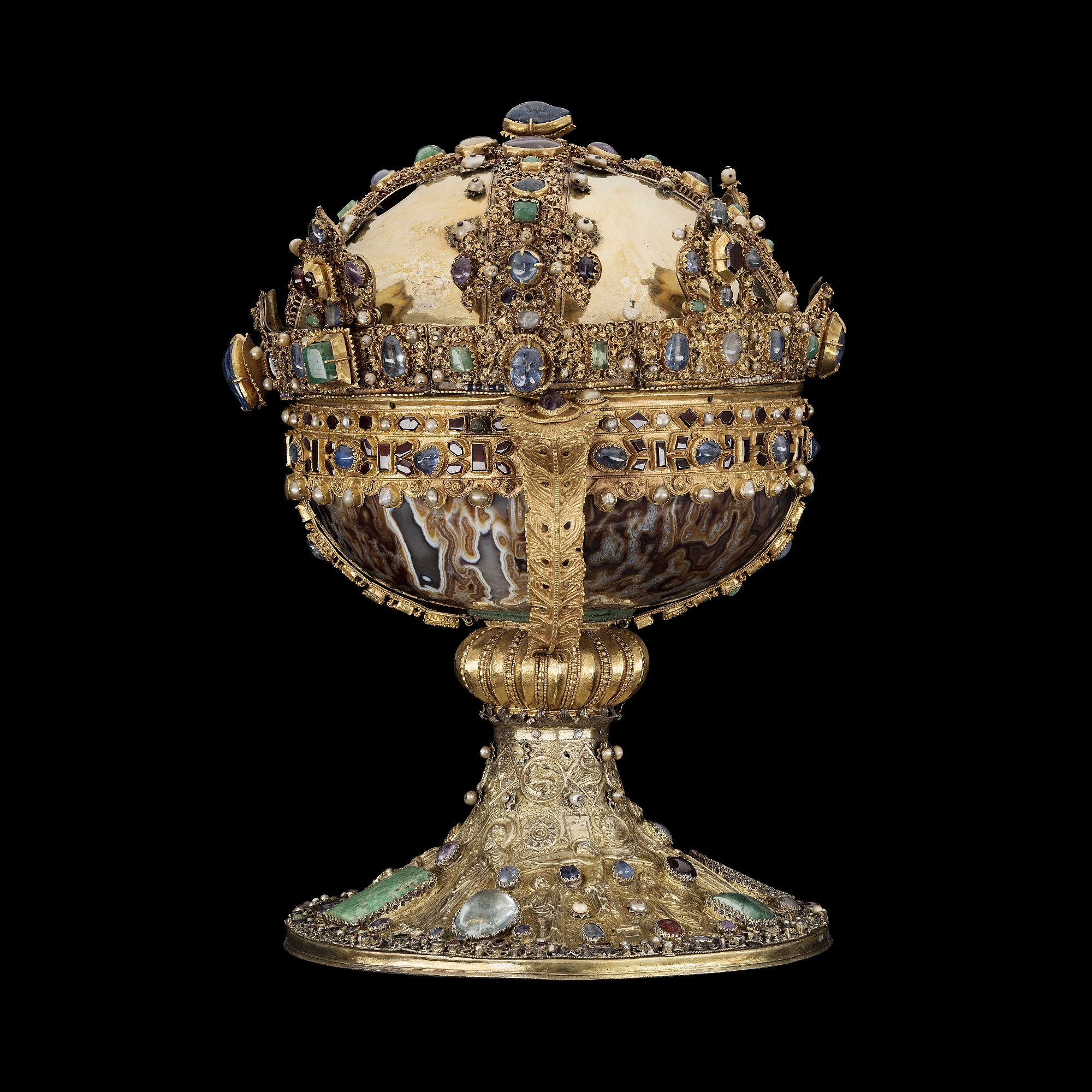
Elisabethrelikvariet
Relikgömma, 1600-tal.
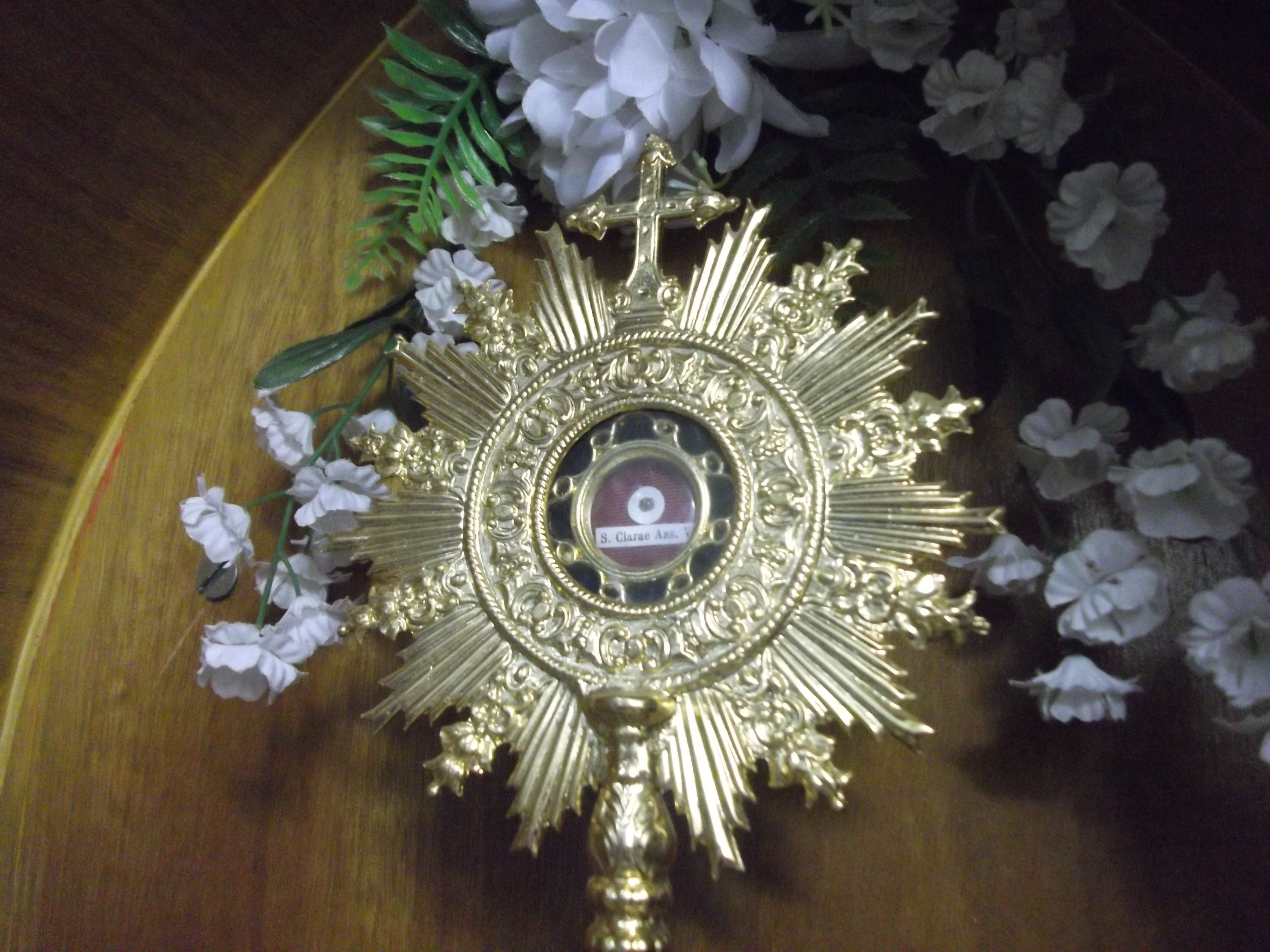
Relikvarium innehållande relik av den heliga Klara av Assisi.
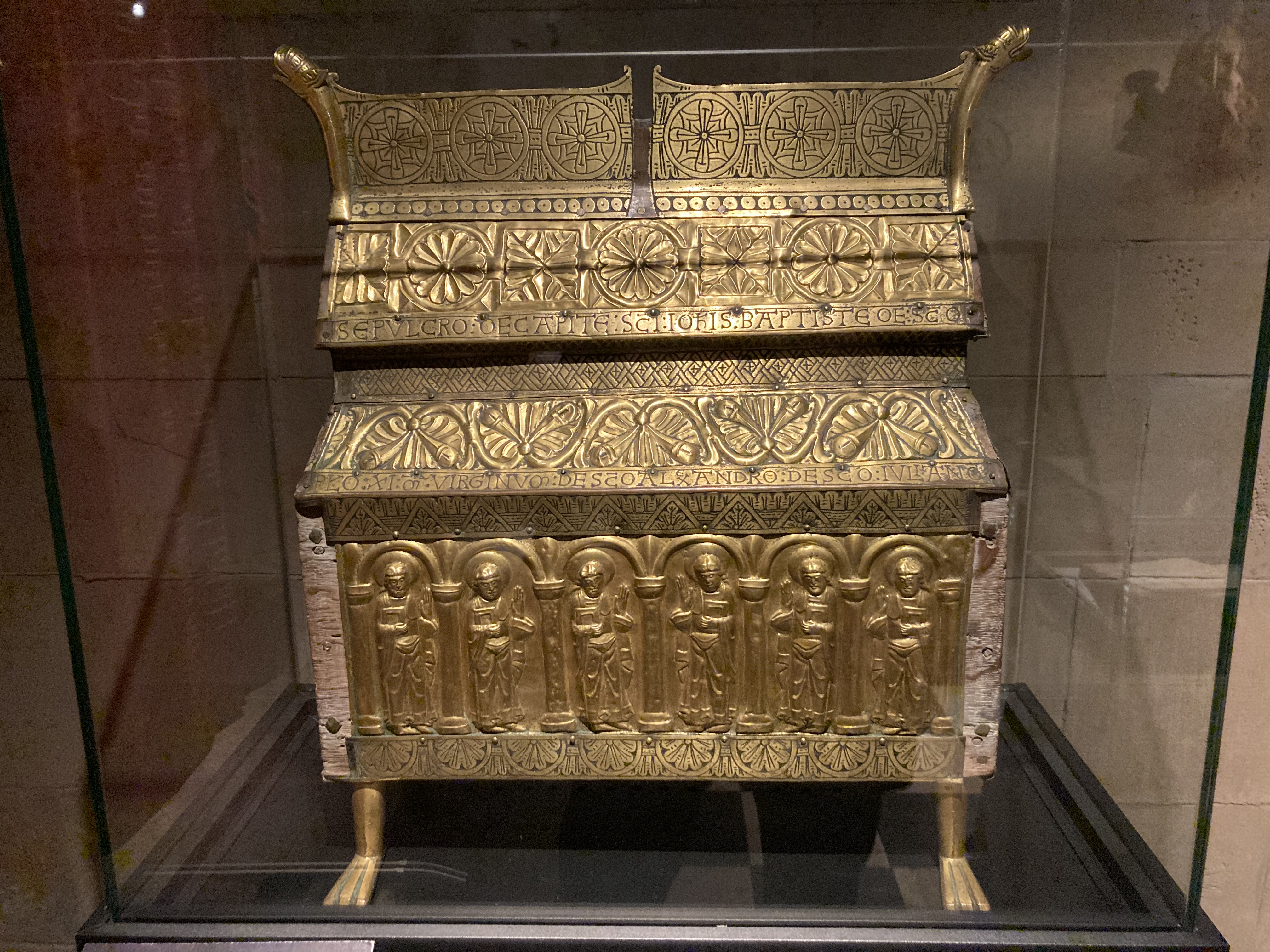
Jälaskrinet, 1100-tal. Nu på Västergötlands museum.
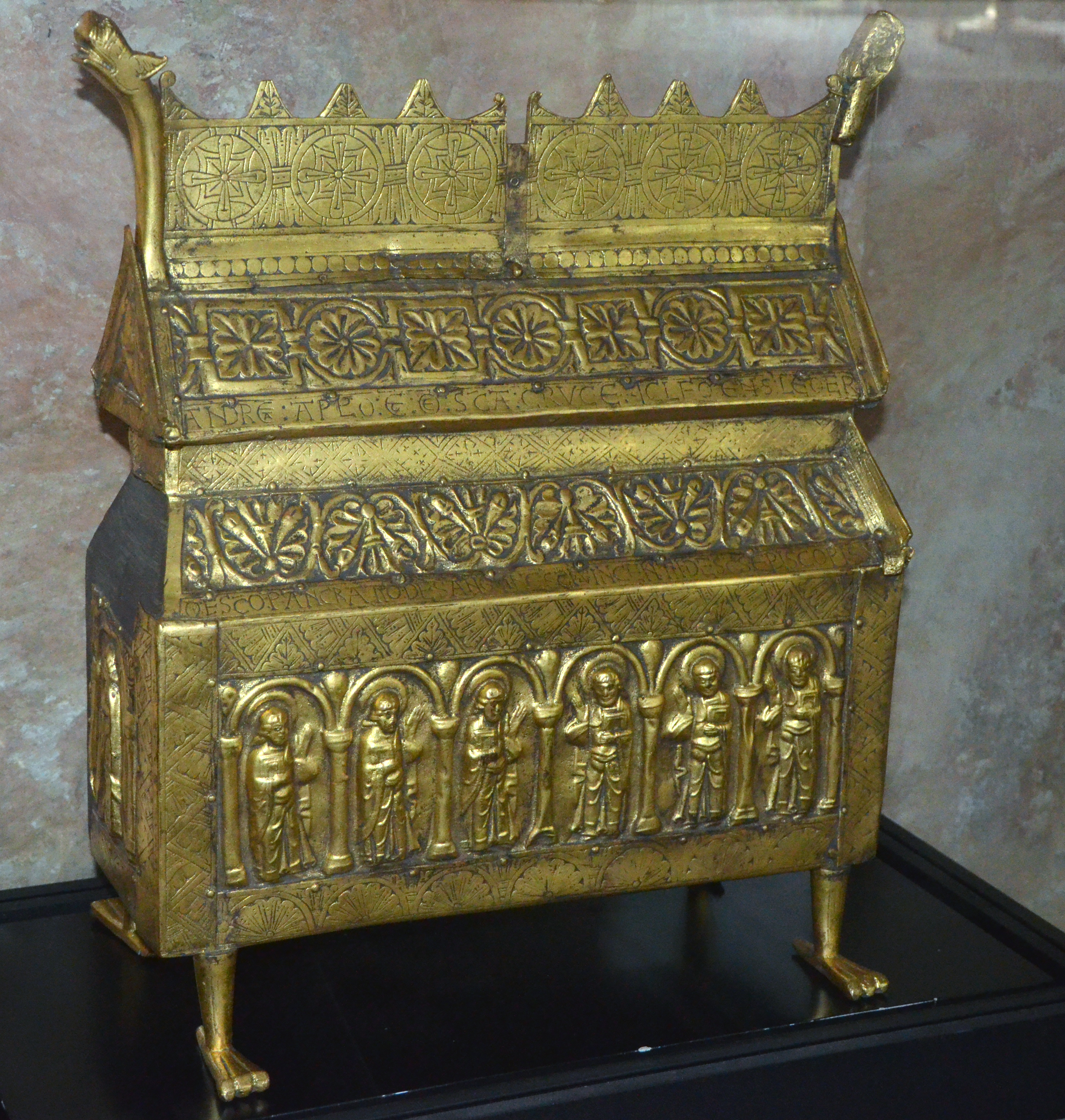
Relikskrin från Eriksbergs gamla kyrka, 1100-tal. Nu på Statens historiska museum.
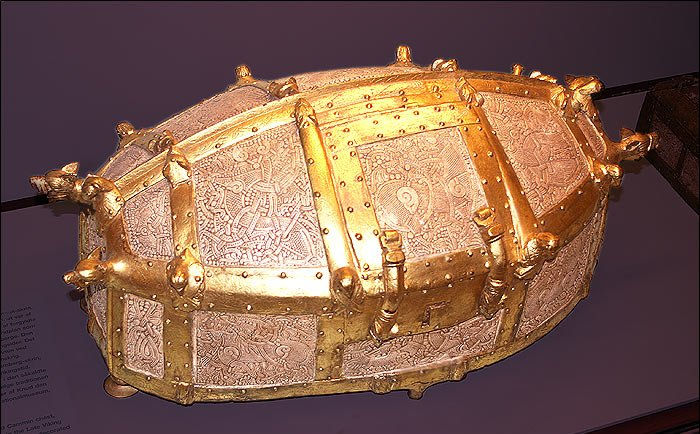
Camminskrinet, kopia.
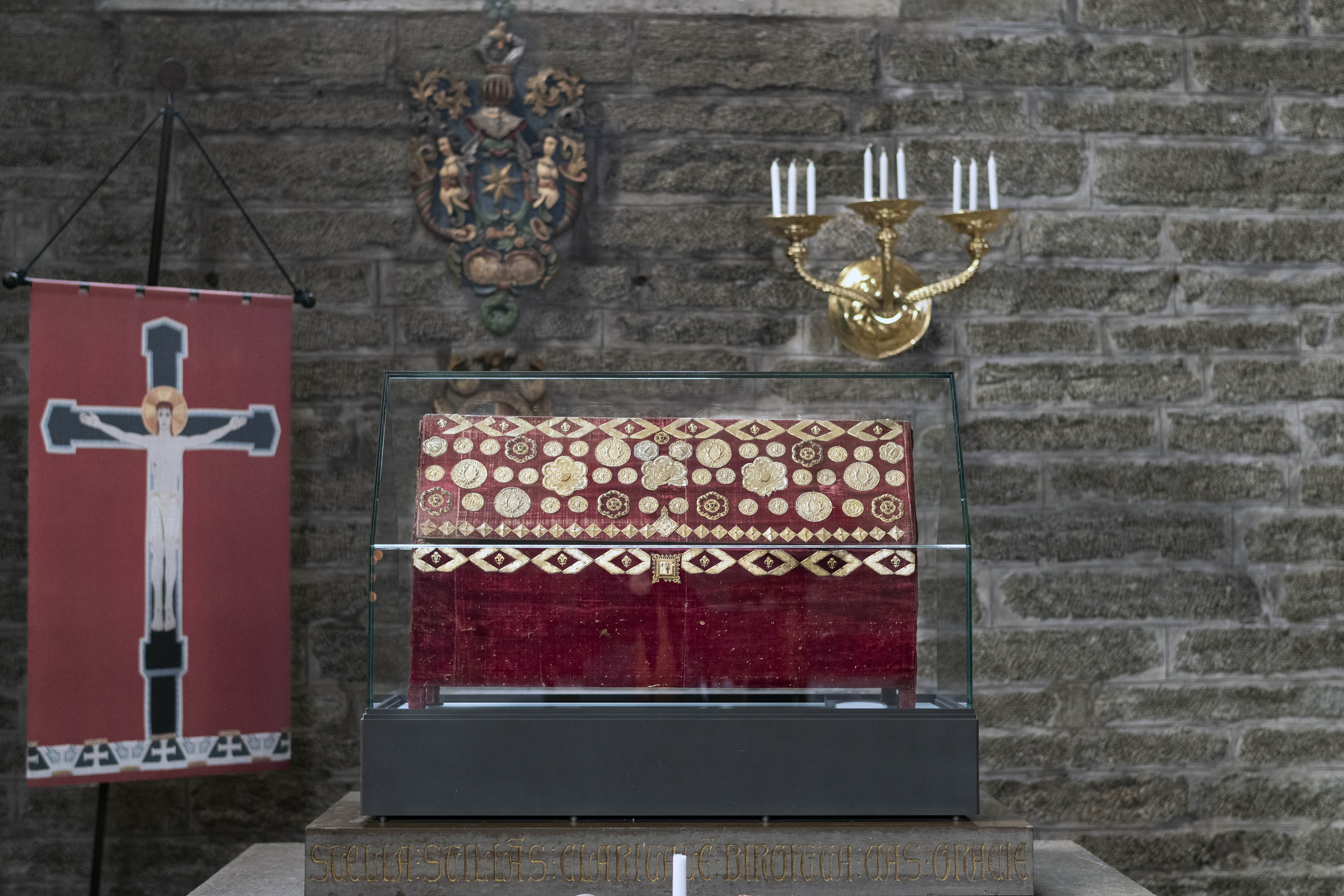
Heliga Birgittas relikskrin i Vadstena klosterkyrka.
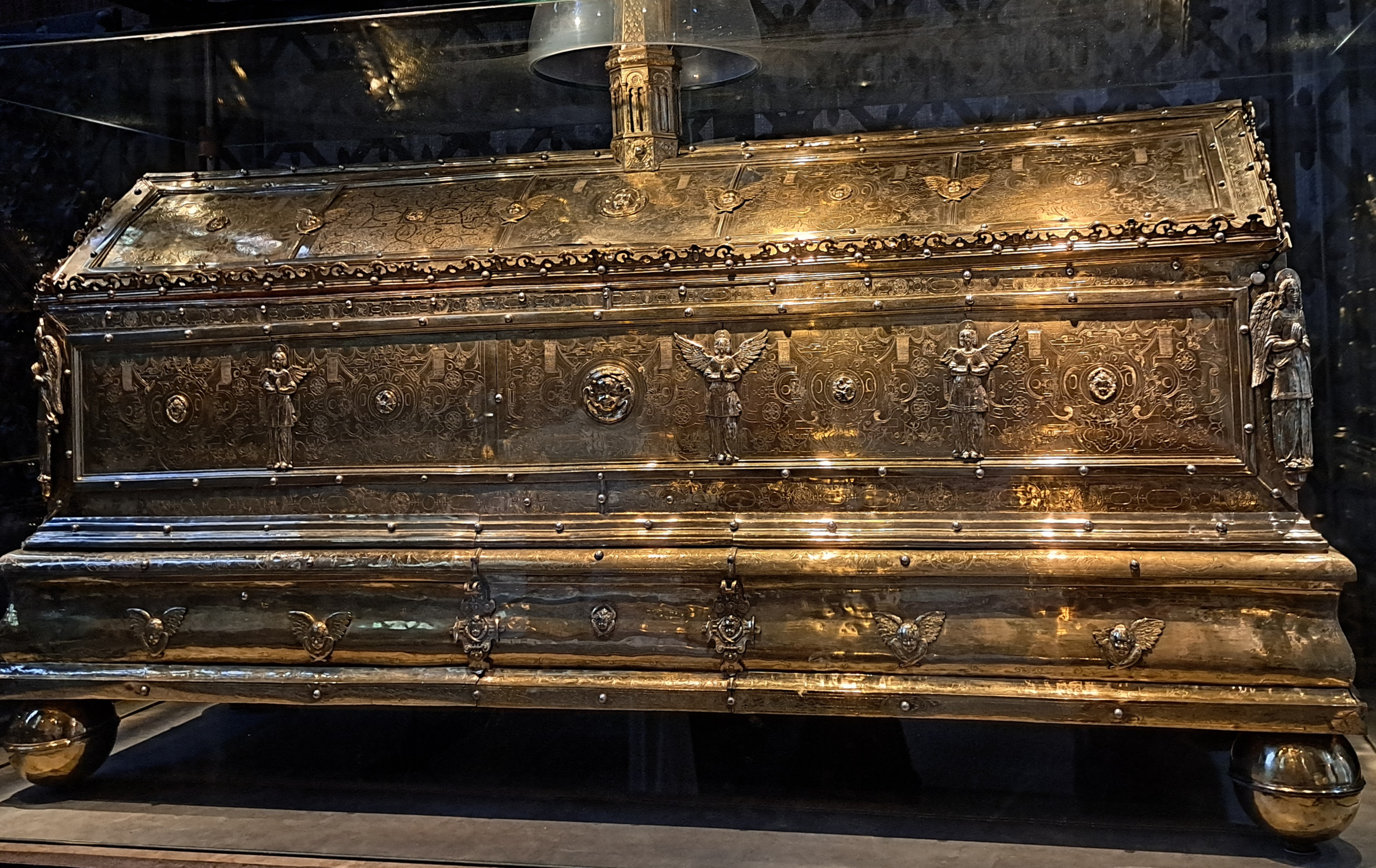
Erik den Heliges skrin i Uppsala domkyrka.